# Sfinge (album)
Sfinge è il terzo album in studio del cantautore italiano Enzo Carella, pubblicato nel 1981 dalla RCA Italiana.

## Tracce
Testi di Vanera (Pasquale Panella) eccetto dove indicato, musiche di Enzo Carella.
Lato A
1. Stai molto attenta – 4:32 (testo: Pasquale Panella, Enzo Carella)
2. Sì, si può – 3:58
3. Sex show – 3:04
4. Mare sopra e sotto – 3:40

Lato B
1. Sfinge – 3:29
2. Che notte (qui con te) – 2:46
3. Contatto – 3:52
4. Lei no – 2:55
5. Riflessione Finale – 4:25

## Musicisti
- Enzo Carella – voce
- Fabrizio D'Angelo – tastiere
- Elio D'Anna – sassofoni, flauto traverso
- Adriano Giordanella – percussioni
- Gianni Guarracino – chitarre
- Hiliry Harvey – voce (sul brano: Sfinge)
- Fabrizio Milano – batteria
- Anthony Richard Walmsley – basso elettrico